# Паауило
Паауило (англ. Paauilo) — статистически обособленная местность, расположенная в округе Гавайи (штат Гавайи, США) с населением в 571 человек по статистическим данным переписи 2000 года.

## География
По данным Бюро переписи населения США статистически обособленная местность Паауило имеет общую площадь в 3,11 квадратных километров, водных ресурсов в черте населённого пункта не имеется.
Статистически обособленная местность Паауило расположена на высоте 217 метров над уровнем моря.

## Демография
По данным переписи населения 2000 года в Паауило проживало 571 человек, 141 семья, насчитывалось 191 домашнее хозяйство и 198 жилых домов. Средняя плотность населения составляла около 191,6 человек на один квадратный километр. Расовый состав Паауило по данным переписи распределился следующим образом: 15,06 % белых, 0,18 % — чёрных или афроамериканцев, 0,7 % — коренных американцев, 41,68 % — азиатов, 5,6 % — выходцев с тихоокеанских островов, 35,9 % — представителей смешанных рас, 0,88 % — других народностей. Испаноговорящие составили 13,49 % от всех жителей статистически обособленной местности.
Из 191 домашних хозяйств в 31,4 % — воспитывали детей в возрасте до 18 лет, 53,4 % представляли собой совместно проживающие супружеские пары, в 14,1 % семей женщины проживали без мужей, 25,7 % не имели семей. 20,9 % от общего числа семей на момент переписи жили самостоятельно, при этом 10,5 % составили одинокие пожилые люди в возрасте 65 лет и старше. Средний размер домашнего хозяйства составил 2,99 человек, а средний размер семьи — 3,50 человек.
Население статистически обособленной местности по возрастному диапазону по данным переписи 2000 года распределилось следующим образом: 28,7 % — жители младше 18 лет, 7,9 % — между 18 и 24 годами, 23,5 % — от 25 до 44 лет, 23,5 % — от 45 до 64 лет и 16,5 % — в возрасте 65 лет и старше. Средний возраст жителей составил 37 лет. На каждые 100 женщин в Паауило приходилось 101,8 мужчин, при этом на каждые сто женщин 18 лет и старше приходилось 105,6 мужчин также старше 18 лет.
Средний доход на одно домашнее хозяйство в статистически обособленной местности составил 34 659 долларов США, а средний доход на одну семью — 34 792 доллара. При этом мужчины имели средний доход в 23 750 долларов США в год против 25 000 долларов среднегодового дохода у женщин. Доход на душу населения в статистически обособленной местности составил 13 477 долларов в год. 11,3 % от всего числа семей в округе и 12,3 % от всей численности населения находилось на момент переписи населения за чертой бедности, при этом 16,7 % из них были моложе 18 лет и 8,5 % — в возрасте 65 лет и старше.